# ویسکانسین رپیدز (ویسکانسین)
ویسکانسین رپیدز، ویسکانسین  (به انگلیسی: Wisconsin Rapids) شهری در شهرستان وود ایالت ویسکانسین است که در سال ۱۸۶۹ بنیان‌گذاری شده‌است. این شهر طبق سرشماری سال ۲۰۱۰ میلادی ۱۸٬۳۶۷ نفر جمعیت داشته‌است.